# Kultura Liberalna
Kultura Liberalna – polityczno-kulturalny tygodnik internetowy o profilu liberalnym ukazujący się w każdy wtorek od roku 2009, wydawany przez Fundację Kultura Liberalna. Redaktorem naczelnym czasopisma jest Jarosław Kuisz.

## Cele i działalność

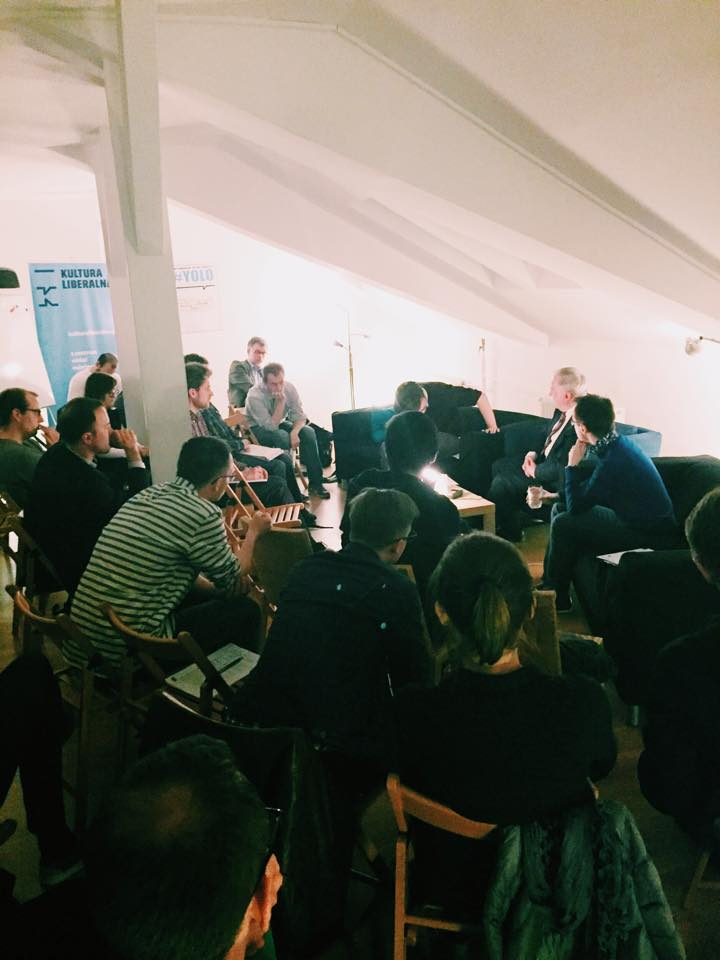
Poddasze Kultury, redakcja „Kultury Liberalnej”

Celem „Kultury Liberalnej” jest wzmacnianie i modernizowanie polskiej myśli liberalnej, zgodnie z doświadczeniem Europy Środkowo-Wschodniej, a także uczestnictwo w międzynarodowych debatach na tematy społeczno-polityczne i kulturalne. Wykraczając poza wąskie, ekonomiczne rozumienie liberalizmu, w czasopiśmie ukazują się materiały o aktualnych wydarzeniach politycznych, gospodarczych i społecznych.
Elementem misji pisma jest tworzenie forum dla wymiany rozmaitych poglądów, mieszczących się jednak w ramach liberalnie rozumianej sfery publicznej, a także wzmacnianie umiarkowanego i krytycznego sposobu opisu rzeczywistości. Tygodnik publikuje wywiady, artykuły, komentarze, recenzje filmowe, teatralne, książkowe i muzyczne.
Od stycznia 2013 roku redakcja „Kultury Liberalnej” mieści się na Poddaszu Kultury, przy ulicy Chmielnej 15. Tam odbywa się większość debat i spotkań organizowanych przez redakcję, a także redakcyjne seminaria.
Witrynę internetową „Kultury Liberalnej” odwiedza miesięcznie średnio 20 000 osób.

## Działy
Teksty w „Kulturze Liberalnej” ukazują się w działach:
Temat tygodnia, Patrząc (red. Grzegorz Brzozowski) – teksty o kinie, teatrze, sztukach wizualnych, Czytając (red. Piotr Kieżun) – teksty o literaturze, Słysząc – teksty o muzyce, Smakując – teksty o kulinariach; Felietony oraz Komentarze. Teksty poetyckie publikowane są w rubryce Wierszoptykon (red. Szymon Żuchowski).

## Współpracownicy

### Redakcja
- Łukasz Bertram
- Bartek Biedrzycki
- Jakub Bodziony
- Grzegorz Brzozowski
- Marta Budkowska
- Marta Bucholc
- Tadeusz Ciecierski
- Helena Anna Jędrzejczak
- Wojciech Kacperski
- Emilia Kaczmarek
- Katarzyna Kasia
- Piotr Kieżun
- Iza Mrzygłód
- Michał Krasicki
- Paweł Majewski
- Ewa Nosarzewska
- Łukasz Pawłowski
- Tomasz Sawczuk
- Kacper Szulecki
- Karolina Wigura
- Rafał Wonicki
- Paulina Zaborek

źródło

### Stale współpracują
- Marcin Bełza
- Adam Bodnar
- Justyna Czechowska
- Hubert Czyżewski
- Joanna Derlikiewicz
- Agnieszka Doberschuetz
- Marcin Dobrowolski
- Wojciech Engelking
- Łukasz Faciejew
- Mateusz Fałkowski
- Karolina Felberg
- Jacek Głażewski
- Sylwia Góra
- Jagoda Grondecka
- Michał Jędrzejek
- Adam Józefiak
- Konrad Kamiński
- Julian Kania
- Katarzyna Kasia
- Katarzyna Kazimierowska
- Eliza Kącka
- Padraic Kenney
- Maciej Komornik
- Piotr H. Kosicki
- Tomasz Kozłowski
- Jakub Krupa
- Ireneusz Krzemiński
- Rafał Kucharczuk
- Zofia Majchrzak
- Michał Matlak
- Anna Olmińska-Kieżun
- Adam Puchejda
- Krzysztof Renik
- Alicja Rosé
- Filip Rudnik
- Krzysztof Rybak
- Krzysztof Siwoń
- Paweł Śpiewak
- Jakub Szewczenko
- Piotr Tarczyński
- Jan Tokarski
- Jacek Wakar
- Natalia Woszczyk
- Olga Wysocka
- Gniewomir Zajączkowski
- Viktoriia Zhuhan
- Szymon Żuchowski

### Felietoniści
Dla Kultury Liberalnej napisali dotychczas m.in.: Paul Berman, Agata Bielik-Robson, Wiesław Chrzanowski, Robert Darnton, Kinga Dunin, Stasys Eidrigevičius, Alain Finkielkraut, Maciej Gdula, Kama Grott, Agnieszka Holland, Bogusław Kaczyński, Iwan Krystew, Marcin Król, Krystyna Kurczab-Redlich, Roman Kuźniar, Ireneusz Krzemiński, Jan Miodek, Zdzisław Najder, Joseph Nye, Martha Nussbaum, Piotr Pacewicz, Krzysztof Penderecki, Richard Pipes, Maria Poprzęcka, Mykoła Riabczuk, Wojciech Sadurski, Quentin Skinner, Aleksander Smolar, Jadwiga Staniszkis, Xawery Stańczyk, Andrzej Sułek, Adam Suprynowicz, Paweł Śpiewak, Magdalena Środa, Jonathan H. Turner, Lech Wałęsa, Edmund Wnuk-Lipiński, Richard Wolin oraz Jacek Żakowski.

## Biblioteka Kultury Liberalnej
Biblioteka Kultury Liberalnej to seria wydawnicza, w której ukazują się książki polskich autorów, a także tłumaczenia klasycznych i współczesnych esejów z zakresu nauk społecznych, filozofii, nauk politycznych, socjologii i ekonomii. Do tej pory w serii ukazały się między innymi:
- Jan Werner-Müller, Strach i wolność. O inny liberalizm, przeł. Paweł Masłowski, 2021
- John Gray, Siedem typów ateizmu, przeł. Agnieszka Wilga, 2020
- Karolina Wigura, Jarosław Kuisz, The End of the Liberal Mind. Poland's New Politics, przeł. Arthur Barys, Adam Carr, Jan Pytalski, Jan Szelągiewicz, 2020
- Łukasz Pawłowski, Druga fala prywatyzacji. Niezamierzone skutki rządów PiS, 2020
- Paul Lendvai, Orbán. Nowy model przywództwa w Europie, przeł. Maria Zawadzka, Szymon Żuchowski, 2019
- Yascha Mounk, Lud kontra demokracja, przeł. Katarzyna Gucio, 2019
- David Runciman, Jak kończy się demokracja, przeł. Szymon Żuchowski, 2019
- Jarosław Kuisz, Koniec pokoleń podległości, 2018
- Mark Lilla, Koniec liberalizmu, jaki znamy, 2018, przeł. Łukasz Pawłowski
- Tomasz Sawczuk, Nowy Liberalizm, 2018
- Martha C. Nussbaum, Nowa nietolerancja religijna, przeł. Sebastian Szymański, 2018
- Fareed Zakaria, Przyszłość wolności, przeł. Tomasz Bieroń, 2018
- Emilia Kaczmarek, Co to właściwie jest ten dżender, 2017
- Pękające granice, rosnące mury : populizm czy solidarność, red. Łukasz Pawłowski, 2017
- Pękające granice, rosnące mury : kryzys europejskiego porządku, red. Kacper Szulecki, 2016 (wersja angielska: Cracking boders, rising walls : the crisis of European order, ed. by Kacper Szulecki, 2016)
- Martha C. Nussbaum, Nie dla zysku : dlaczego demokracja potrzebuje humanistów, przeł. Łukasz Pawłowski, 2016

## Debaty i seminaria
Tygodnik organizuje debaty dotyczące literatury, filmu, polityki i społeczeństwa, m.in. w cyklach "Spory o polskie autorytety" oraz o polskim feminizmie. W trakcie spotkania z Leszkiem Millerem miejsce miała kontrowersyjna wypowiedź na temat PiS. "Kultura Liberalna" organizuje również seminaria.
Cykl "Spory o polskie autorytety"
- Antoni Słonimski[8]
- Jan Tomasz Gross[9]

Literatura
- Rainer Maria Rilke[10]

Film
- Festiwal KLIMAT NA ZMIANY[11]

Polityka i społeczeństwo
- Wolność sztuki[12]
- #YOLO. Przegrana przyszłość polskiej wolności?[13]
- Demokracja, internet przejrzystość – XXII Debata Tischnerowska[14] (współorganizacja)
- Nie ufaj obcym! Twarze inności we współczesnej Europie[15]
- O nieliberalnej demokracji – XXI Debata Tischnerowska[16] (współorganizacja)
- Stara wolność, nowa wolność. Bilans III Rzeczypospolitej w 25. urodziny[17]
- Nostalgia za komunizmem[18]

Feminizm
- Odcienie kobiecej polityki[19]

Debaty u Prezydenta RP
- Idee nowego wieku[20]